# جو كار
جو كار (بالإنجليزية: Joe Carr)‏ (1931 - 19 مايو 2015) هو لاعب كرة قدم بريطاني في مركز جناح ‏. لعب مع نادي دمبرتون.

## وصلات خارجية
- جو كار على موقع قاعدة بيانات كرة القدم.إي يو (الإنجليزية)